# Ecologia do Espírito Santo
No Espírito Santo, o ICMBio administra nove unidades de conservação: um parque nacional, um monumento natural, duas  florestas nacionais e cinco reservas biológicas. Existem ainda quatro reservas particulares do patrimônio natural, uma  reserva biológica estadual, uma reserva biológica estadual e três  áreas de proteção ambiental estaduais.

## Parques nacionais
- Parque Nacional do Caparaó

## Monumentos Naturais
- Monumento Natural dos Pontões Capixabas

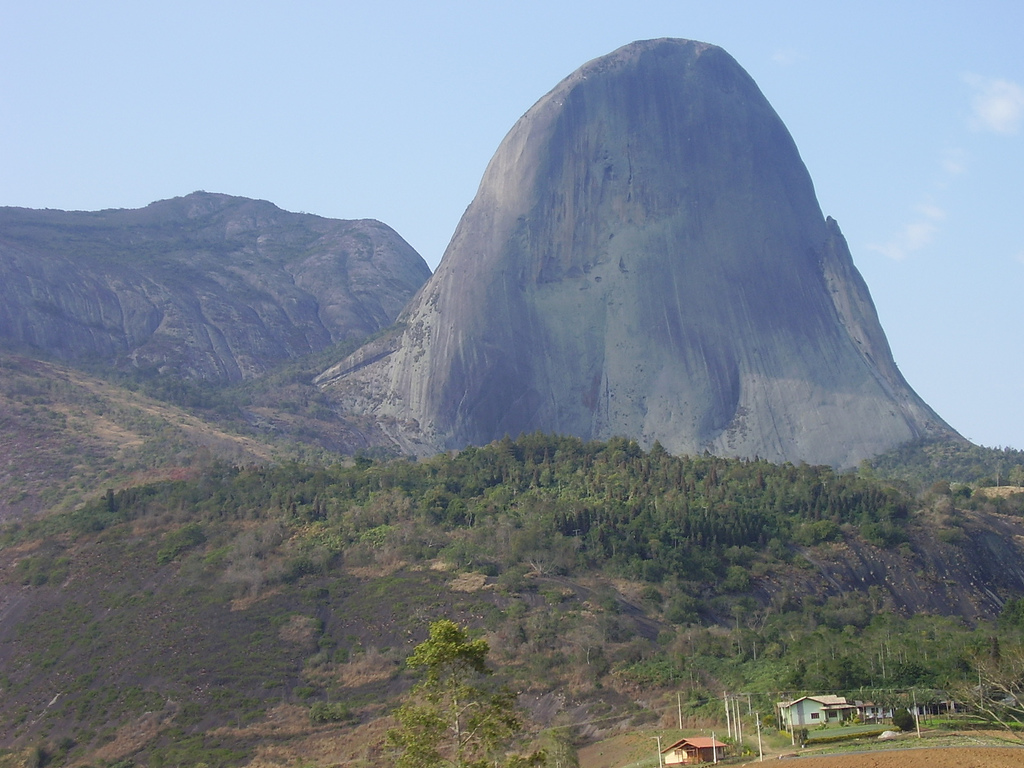
Parque estadual da Pedra Azul, com Pedra Azul 1822 m, ao fundo.

## Reservas biológicas
- Reserva Biológica Augusto Ruschi
- Reserva Biológica de Duas Bocas (estadual)
- Reserva Biológica de Sooretama
- Reserva Biológica de Comboios
- Reserva Biológica do Córrego Grande
- Reserva Biológica do Córrego do Veado

## Reservas particulares do patrimônio natural
- Reserva Particular do Patrimônio Natural Águas do Caparaó

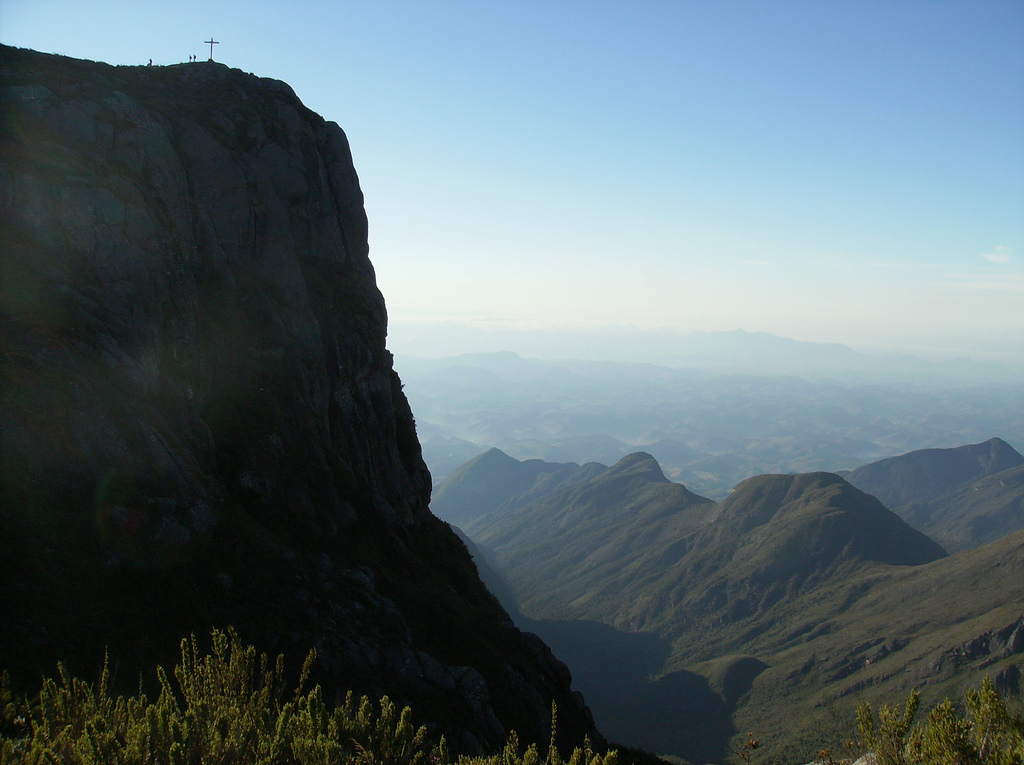
Desfiladeiro do Pico da Bandeira, no Parque Nacional do Caparaó

- Reserva Particular do Patrimônio Natural Cachoeira Alta
- Reserva Particular do Patrimônio Natural Fazenda Cafundó
- Reserva Particular do Patrimônio Natural Fazenda Santa Cristina
- Reserva Particular do Patrimônio Natural Fazenda Sayonara

## Áreas de preservação ambiental
- Área de Preservação Ambiental do Maciço Central (estadual)
- Área de Preservação Ambiental de Mestre Álvaro (estadual)
- Área de Preservação Ambiental do Guanandy (estadual)

## Estações ecológicas
- Estação Ecológica de Barra Nova (estadual)

## Florestas nacionais
- Floresta Nacional Rio Preto
- Floresta Nacional de Goytacazes
- Floresta Nacional de Pacotuba

## Áreas de preservação ambiental (Apas)
No âmbito estadual existem 9 APA (Área de Preservação Ambiental). As Unidades de Conservação estaduais dividem hoje sua administração entre IDAF (Instituto de Defesa Agropecuária e Florestal), órgão ligado à Secretaria Estadual de Agricultura, e o IEMA. O IEMA é hoje responsável pela administração de 9 Unidades de Conservação (UC), totalizando cerca de 0,8% (36.840,25 ha) território do Espírito Santo.

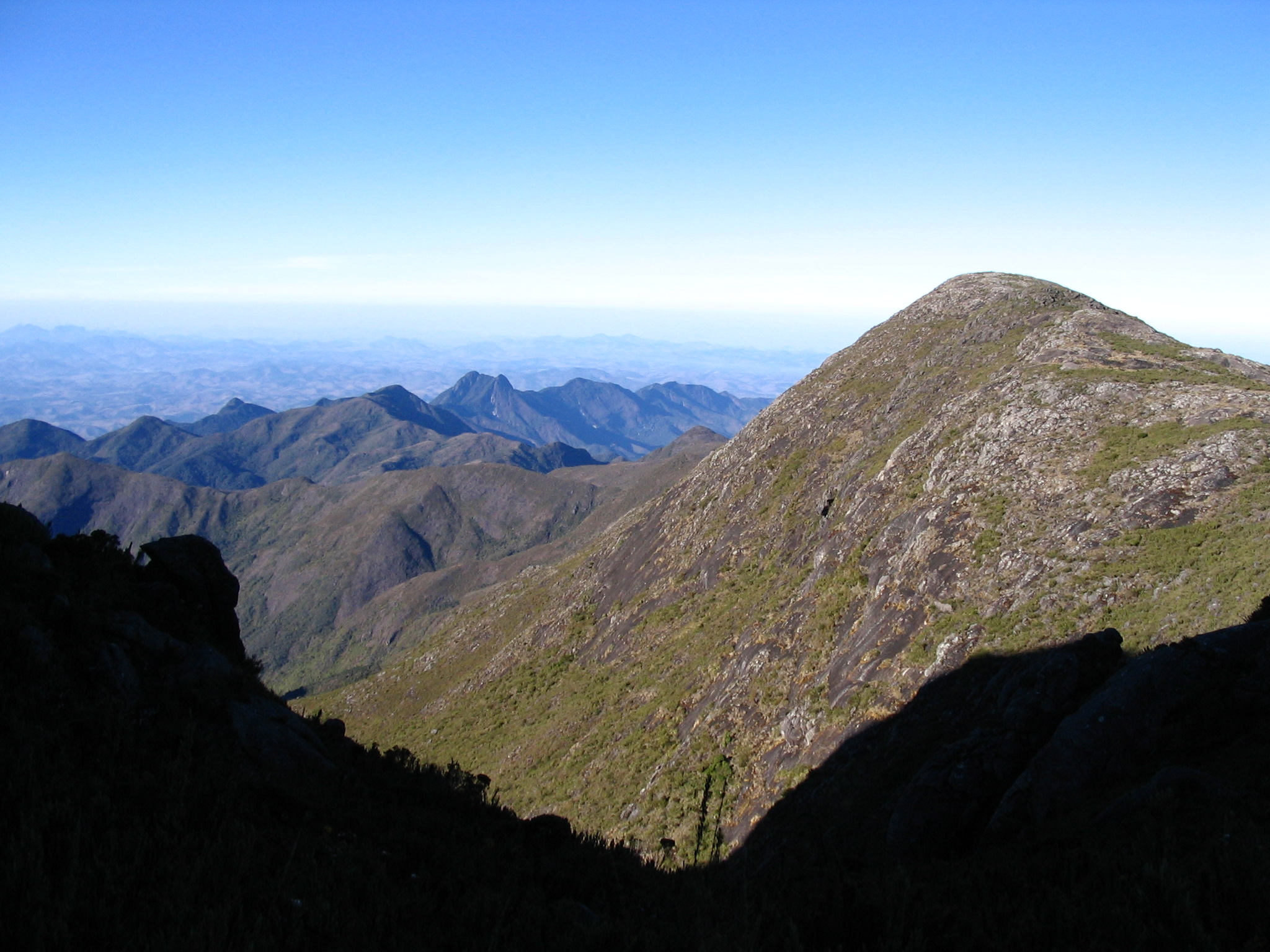
Parque Nacional do Caparaó

- Área de Proteção Ambiental de Conceição da Barra
- Área de Proteção ambiental do Monte Goiapaba-açu.
- Área de Proteção Ambiental de Guanandy
- Área de Proteção Ambiental de Pedra do Elefante
- Área de Proteção Ambiental de Praia Mole
- Área de Relevante Interesse Ecológico Morro da Vargem
- Área de Proteção Ambiental de Setiba
- Parque Estadual de Itaúnas
- Parque Estadual Paulo César Vinha
- Parque Estadual do Forno Grande
- Parque Estadual da Mata das Flores